# Svinošice
Svinošice település Csehországban, a Blanskói járásban. Svinošice Šebrov-Kateřina, Vranov, Lipůvka, Lelekovice és Kuřim településekkel határos. Lakosainak száma 395 fő (2024. január 1.).

## Népesség
A település lakosságának változását az alábbi diagram mutatja:
| Lakosok száma | 317  | 357  | 320  | 295  | 228  | 346  | 352  | 360  | 409  | 395  |
|               | 1869 | 1900 | 1921 | 1961 | 1980 | 2011 | 2016 | 2019 | 2021 | 2024 |